# Socialistes unis pour la renaissance
Les Socialistes unis pour la renaissance (SURS) sont un parti politique sénégalais, dont le leader est Abdoulaye Makhtar Diop, ancien ministre socialiste sous la présidence d'Abdou Diouf.

## Histoire
Socialiste dissident, celui-ci crée les SURS le 24 mai 2004.

## Orientation
Issu de l'opposition modérée, le parti rejoint la majorité présidentielle d'Abdoulaye Wade en 2006.

## Organisation
Le siège du parti se trouve à Dakar.